# Enzo Daniel Martínez
Enzo Daniel Martínez (San Miguel, Buenos Aires, Argentina; 17 de enero de 1997) es un futbolista argentino. Juega de defensa y su equipo actual es Búhos ULVR Fútbol Club de la Serie B de Ecuador.

## Clubes
| Club                    | País      | Año           |
| ----------------------- | --------- | ------------- |
| Estudiantes de San Luis | Argentina | 2017          |
| Independiente           | Argentina | 2017-2018     |
| Estudiantes de San Luis | Argentina | 2018-2019     |
| Barracas Central        | Argentina | 2021-2022     |
| Búhos                   | Ecuador   | 2022-presente |

## Palmarés

### Campeonatos internacionales
| Título            | Club          | Sede           | Año  |
| ----------------- | ------------- | -------------- | ---- |
| Copa Sudamericana | Independiente | Río de Janeiro | 2017 |
| Copa Suruga Bank  | Independiente | Osaka          | 2018 |